# トゲオアガマ属
トゲオアガマ属（トゲオアガマぞく、Uromastyx）は、有鱗目アガマ科に属する属。

## 分布
アフガニスタン、アラブ首長国連邦、アルジェリア、イエメン、イスラエル、イラク、イラン、インド、エジプト、エチオピア、エリトリア、オマーン、カタール、クウェート、サウジアラビア、シリア、スーダン、ソマリア、チャド、チュニジア、ニジェール、パキスタン、マリ共和国、モーリタニア、モロッコ、ヨルダン、リビア

## 形態
最大種はエジプトトゲオアガマで最大全長75cm。体形は太く扁平。頭部は大型で、吻端は短い。尾にはとげ状の鱗が並ぶ。種によってはインドトゲオアガマのように尾のとげがあまり発達しない種もいる。とげのある尾の用途は、巣穴に潜った時にふたになったり内壁に引っ掛けて抜けにくくするという説や、武器にするなどの説がある。実際、飼育下でも体にさわられると尾をふりまわして攻撃してくることがあり、とげが手に当たるとかなり痛い。
種によっては鮮やかな赤や黄色、緑色、青を発色する。

## 分類
- Uromastyx acanthinura　サバクトゲオアガマ
- Uromastyx aegyptia　エジプトトゲオアガマ　最大種。
- Uromastyx alfredschmidti
- Uromastyx benti　イエメントゲオアガマ
- Uromastyx dispar　ディスパートゲオアガマ
- Uromastyx geyri　サハラトゲオアガマ
- Uromastyx leptieni
- Uromastyx macfadyeni　ソマリアトゲオアガマ
- Uromastyx occidentalis
- Uromastyx ocellata　クジャクトゲオアガマ
- Uromastyx ornata　ニシキトゲオアガマ
- Uromastyx princeps
- Uromastyx thomasi

つぎの３種はかつてUromastix属に分類されていたが、2009年からSaara属に移された。
- Saara asmussi
- Saara hardwickii　インドトゲオアガマ
- Saara loricata

## 生態
砂漠や荒野などに生息する。地表性で、深い巣穴を掘って生活する。昼行性で、夜間は巣穴の中で休む。インドトゲオアガマは群れを作って生活するとされる。外敵に襲われると尾を振ったり「カー」という息の音で威嚇したり、巣穴へ急いで逃げ込んだりする。
食性は植物食で、植物の葉、花、果実、種子などを食べる。飼育下や幼体、一部の種ではミールワームやコオロギなどの昆虫類なども食べることがある。
繁殖形態は卵生。

## 人間との関係
生息地では食用とされることもある。太い尾の肉が特に美味とされる。
食用やペット用の乱獲により生息数が減少している種もいる。属単位でワシントン条約附属書II類に掲載されている。

## 飼育
ペットとして飼育されることもあり、日本にも輸入されている。おもに野生個体が流通するが、飼育下繁殖個体が流通する種もいる。テラリウムで飼育される。後述するようにケージ内に局所的な熱源を設けるため、ケージ全体が高温にならないように大型のケージで飼育する。床材として砂漠に生息する爬虫類飼育用の砂や、トウモロコシの穂軸を粉砕したもの、赤玉土などを敷く。野生では深い巣穴を掘るため床材を厚く敷くのが望ましいが、ケージの問題から難しい場合にはレンガやブロック、岩などで隠れ家を設ける。高温を好むため、ケージ内にスポットライトなどを点灯し局所的な熱源を設ける。夜は少し温度を下げるとよい。また紫外線要求量が多いため、紫外線量の多い照明をケージ内に点灯する。夏などの気温の高い時期は日光浴をさせるのも効果的だが、温度の上がりすぎや雨などには注意が必要。種や年齢、成育状態、体調によっても異なるが、えさは主にコマツナなどの葉野菜、タンポポ（つぼみや葉）、クローバーなどの野草をあたえ、補助的に、鳥用に市販されている種子、リクガメや植物食トカゲ用の人工飼料、ニンジン・サツマイモ・カボチャ、豆などの野菜、冷凍トウモロコシを解凍した物、バナナ、ミールワーム、フタホシコオロギなどをあたえてもよい。水は水分の多いえさをあたえている場合は特に必要ないが、水を好んで飲む個体もいる。えさは毎日あたえる必要はない。一度えさを食べると数日間隠れ家にはいってほとんど出てこない個体もいる。空腹になって出て来たときにえさをあたえればよい。若いものはかなり活発に動くが、成体になると一日のほとんどを眠ってすごすことが多い。木に登るなどの立体的活動はあまり得意ではないが、ケージには脱走防止のため金網のふたをかならずつける。